# Campionato mondiale militare di scherma 1966
Il Campionato mondiale militare di scherma del 1966 ("1966 World Military Fencing Championships") è stato organizzato dalla Federazione internazionale della scherma e si è svolto a Copenaghen in Danimarca dal 1 al 8 maggio.
Nel fioretto, si è aggiudicato il titolo di campione mondiale militare il francese Pierre Rodocanachi, che ha battuto in finale il francese Daniel Revenu.
Nella spada l'austriaco Rudolf Trost ha battuto in finale l'austriaco Hubert Polzhuber, ottenendo il titolo mondiale militare maschile.
Nella sciabola l'austriaco Josef Wanetschek prevale sul belga Jean Henriet.
Nel campionato mondiale militare a squadre maschili, la nazionale francese ha prevalso nella finale del fioretto contro il Belgio, mentre la nazionale austriaca ha vinto nella spada contro la formazione francese, ed infine la nazionale olandese ha avuto la meglio sulla compagine francese nella sciabola.

## Podi

### Uomini
| Specialità  | Oro                                        | Argento                 | Bronzo                                            |
| Individuali |                                            |                         |                                                   |
| Fioretto    | Pierre Rodocanachi                         | Daniel Revenu           | Giacomo Pezzagno                                  |
| Spada       | Rudolf Trost                               | Hubert Polzhuber        | Orvar Lindwall                                    |
| Sciabola    | Josef Wanetschek                           | Jean Henriet            | Daniel Revenu                                     |
| A squadre   |                                            |                         |                                                   |
| Fioretto    | Francia Daniel Revenu Pierre Rodocanachi - | Belgio -                | Egitto -                                          |
| Spada       | Austria Hubert Polzhuber Rudolf Trost -    | Francia -               | Svezia Bo Jansson Orvar Lindwall Lennart Rohlin - |
| Sciabola    | Paesi Bassi -                              | Francia Daniel Revenu - | Belgio Jean Henriet -                             |

## Medagliere
| Pos.   | Nazione     | Oro | Argento | Bronzo | Totale |
| ------ | ----------- | --- | ------- | ------ | ------ |
| 1      | Austria     | 3   | 1       | 0      | 4      |
| 2      | Francia     | 2   | 3       | 1      | 6      |
| 3      | Paesi Bassi | 1   | 0       | 0      | 1      |
| 4      | Belgio      | 0   | 2       | 1      | 3      |
| 5      | Svezia      | 0   | 0       | 2      | 2      |
| 6      | Italia      | 0   | 0       | 1      | 1      |
| 6      | Egitto      | 0   | 0       | 1      | 1      |
| Totale | Totale      | 6   | 6       | 6      | 18     |